# Betty Elizalde
Deolinda Beatriz Bistagnino (4 de enero de 1940-30 de noviembre de 2018) fue una periodista y locutora argentina. Ganó el premio Konex como locutora en 1981.

## Biografía
Era hija de madre de ascendencia española y padre de ascendencia italiana. Cuando tenía 18 años debutó en la profesión. Es una de las voces clásicas de la radio argentina, tuvo a su cargo varios programas de radio y televisión, entre ellos Siempre Betty que creó en 1996 y condujo en la Radio de la Ciudad. En los años 1970 tuvo destacadísimos éxitos radiales, como El buen día, por Radio El Mundo,posteriormente conduciria La burbuja, por Radio con Vos (2015-2017), Las siete lunas, por AM 750 (2010-2014) y Studio Fiat e Y a mí... ¿por qué me escucha? por Radio Splendid (1980-1995).
En televisión ha sido conductora de noticieros e informativos de las décadas de 1970 y 1980, como 60 minutos por ATC y De 7 a 8, emitido en simultáneo por Canal 9 y Radio El Mundo.
Es autora del libro Perfiles (1999).
Betty falleció el 30 de noviembre de 2018, debido a un cáncer de pulmón.

## Premios
Ganó dos Martín Fierro (1974), el de la Sociedad Argentina de Locutores (1979), la Cruz de Plata Esquiú (1979), un Premio Konex (1981), un Zebra de Oro (1983), y tres veces consecutivas el Premio Clarín (2007, 2008 y 2009).